# Kalidou Koulibaly
Kalidou Koulibaly (Saint-Dié-des-Vosges, 1991. június 20. –) szenegáli válogatott labdarúgó, a szaúdi el-Hilál játékosa.
2010-ben kezdte profi pályafutását a francia Metz csapatában. 2012-ben a belga első osztályban szereplő KRC Genk igazolta le, első szezonjában megnyerte a belga kupát. 2014-ben csatlakozott az olasz Napoli csapatához, ahol megnyerte az olasz szuperkupát, majd 2020-ban az olasz kupát. 2022-ben a Chelsea igazolta le 38 millió euróért cserébe.
Mivel Franciaországban született szenegáli szülők gyermekeként, a szenegáli, valamint a francia válogatottat is választhatta volna nemzetközi szinten. 2011-ben behívták a franciák U20-as csapatába. Később viszont Szenegált választotta. 2015-ben behívták az afrikaiak felnőtt keretébe. Részt vett a 2017-es afrikai nemzetek kupáján, valamint a 2018-as világbajnokságon. A döntőig menetelt nemzetével a 2019-es afrikai nemzetek kupáján, két évvel később meg is nyerte azt, a fináléban Egyiptomot múlták felül tizenegyesekkel. Tagja volt a 2022-es világbajnokságra utazó keretnek. A világbajnokságon megszerezte első gólját Szenegál színeiben.

## Gyermekkora
1991. június 20-án született szenegáli szülők gyermekeként a franciaországi Saint-Dié-des-Vosges városában. A településen sok bevándorló élt. Apja egy szenegáli textilgyárban dolgozott a hét minden napján, öt évig egy szabadnapja sem volt, amíg meg nem takarított annyi pénzt, hogy anyját Franciaországba költöztesse. Hatéves korában járt először Szenegálban, ekkor találkozott az ott élő nagyszüleivel, valamint az unokatestvéreivel. Egy interjúban megemlítette, hogy gyermekkorában mezítláb játszott az unokatestvéreivel, valamint Franciaországban a házuk melletti kis parkban töltötte szabadidejét.
Koulibaly szülővárosában, a SR Saint-Dié utánpótlás együttesében kezdte a pályafutását. Később a Metz csapatához került, azonban tizenöt éves korában elengedték, mert Denis Schaeffer szerint a szintje elmaradt az elvárásaiktól.

## Pályafutása

### Klubcsapatokban

#### Kezdetek
Pályafutását szülővárosában, a SR Saint-Dié ifjúsági csapatában kezdte; két szezont töltött el a klubban, ezidő alatt a francia ötödosztályban szerepelt. 2009. július 1-én csatlakozott a Metz akadémiájához. Csapatával megnyerte a Gambarella kupát, amit 19 éven aluli játékosoknak szerveznek. A döntőben tizenegyesekkel verték a Sochaux csapatát. Az idény végén bajnok lett a csapatával, 107 ponttal nyerték meg a francia negyedosztályt.

#### Metz

##### 2010–2011-es szezon
A 2010–2011-es szezon kezdete előtt aláírta első profi szerződését a Metz csapatával, amelyben egy évre kötelezte el magát. Ezt követően az új vezetőedző, Dominique Bijotat behívta az első csapatba. 2010. augusztus 20-án, a Vannes ellen mutatkozott be, csereként lépett pályára az 1–0-s győzelem során. Ezt követően a csapat alapembere lett, miután Nuno Frechaut távozott. 2011. április 15-én megszerezte első gólját a Metz színeiben, a Clermont ellen talált be. Ezután további három évvel meghosszabbította a szerződését, 2014-ig írt alá. Ebben a szezonban 19 mérkőzésen lépett pályára, amiken egyszer volt eredményes.

##### 2011–2012-es szezon
A 2011–2012-es szezon elején válogatottság miatt kihagyta az első öt bajnoki mérkőzést. Először 2011. szeptember 9-én lépett pályára, a 60. percben csereként állt be a Stade Lavallois elleni 2–2 során. Ezután két mérkőzésre eltiltották, mivel a Guillaume Moullec ellen kiállították a magatartása miatt. 2011. december 2-án tért vissza a csapathoz, a Monaco ellen a csapatkapitányi karszalagot is viselhette. A szezon hátralévő részében is a francia csapat alapembere volt, egészen a sérüléséig. Összesen 23 mérkőzésen lépett pályára az idényben.

#### Genk

##### 2012–2013-as szezon

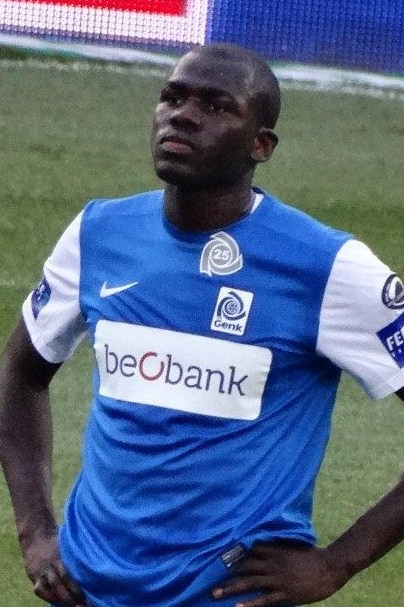
2014-ben a Genk játékosaként

2012. június 29-én csatlakozott a belga KRC Genk csapatához, négy évre kötelezte el magát a klubhoz. Augusztus 23-án debütált egy Európa liga selejtezőn, ahol a svájci Luzernt verték 2–1-re. A csatlakozása után a klub alapembere lett, többnyire középhátvéd poszton játszott. 2012. november 25-én az OH Leuven ellen a mérkőzés utolsó percében szabálytalanságot követett el a tizenhatoson belül, a tizenegyest pedig Ebrahima Sawaneh értékesítette. A találkozó 1–1-es döntetlennel zárult. 2012. december 23-án megszerezte első gólját a Genk színeiben az Anderlecht elleni 4–2-es vereség során. Csapatával megnyerte a belga kupát, a Cercle Brugge elleni döntőben 2–0-ra nyertek. Összesen 49 mérkőzésen lépett pályára az idényben, ezeken egyszer volt eredményes.

##### 2013–2014-es szezon
A 2013–2014-es szezonban középhátvédként kapott játéklehetőséget, ahol továbbra is Kara Mbodj társa volt. 2013. október 6. és október 23. között két mérkőzésen két gólt szerzett. 2013. december 8-án térdsérülést szenvedett a KSC Lokeren ellen 2–0-ra elveszített találkozón. 2014. január 19-én tért vissza, a Zulte-Waregem ellen a kezdőcsapatban kapott helyet. A szezon hátralévő részében a csapat meghatározó tagja volt. A csapat utolsó három bajnoki mérkőzését kihagyta a Napolihoz való átigazolása miatt. Összesen 46 mérkőzésen lépett pályára, ezeken kétszer volt eredményes.

#### Napoli

##### 2014–2015-ös szezon

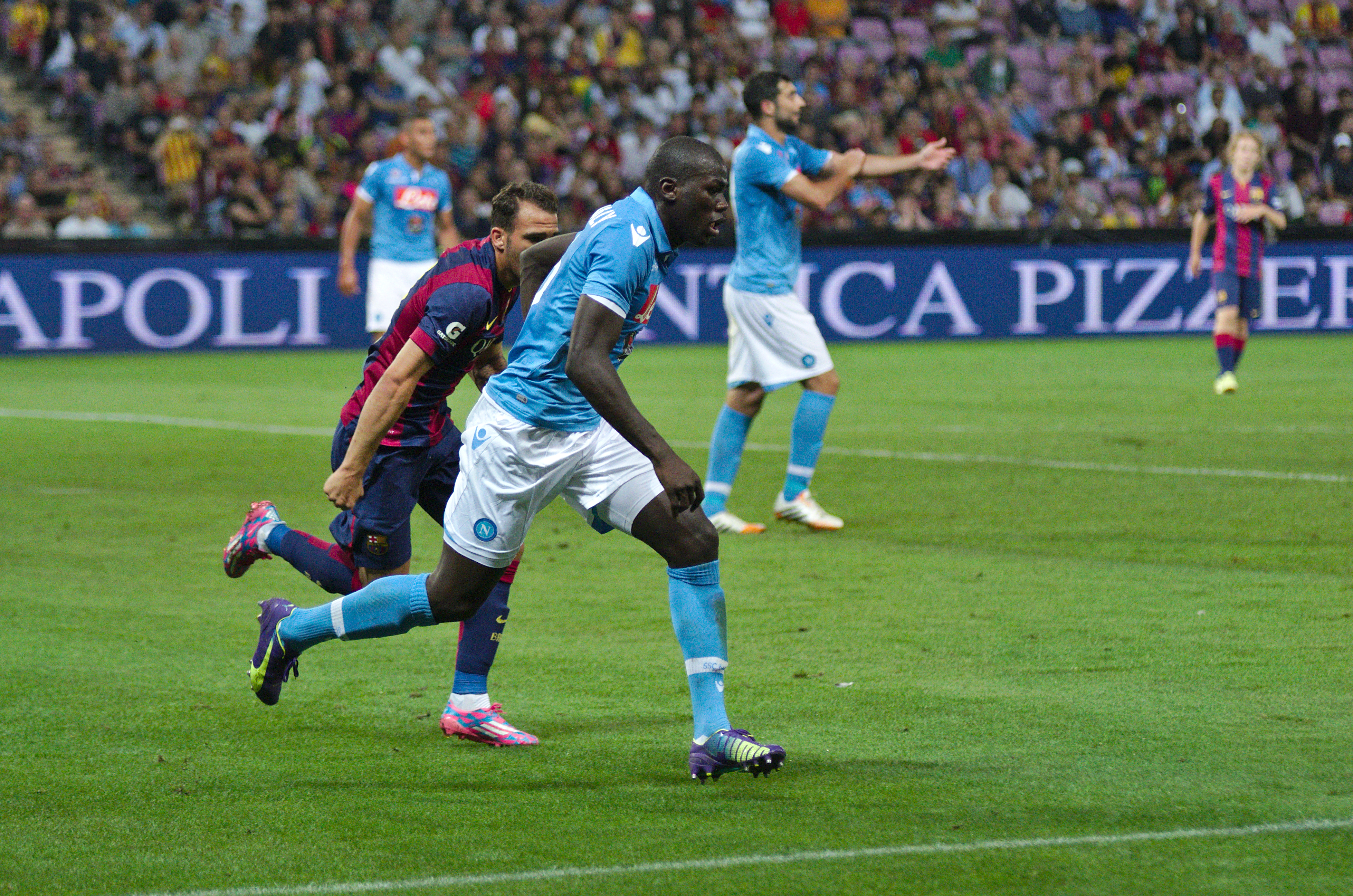
Koulibaly a Barcelona ellen 2014 augusztusában

2014. július 2-án csatlakozott az olasz bajnokság első osztályában szereplő Napoli csapatához. Amikor Aurelio De Laurentiis, a nápolyi klub elnöke először találkozott vele, arra számított, hogy magasabb. Szerinte kevesebbet kellett volna fizetnie érte alacsonyabb termete miatt. Augusztus 19-én mutatkozott be a Bajnokok Ligája rájátszásának első mérkőzésén a spanyol Athletic Club ellen. A találkozó 1–1-es döntetlennel zárult. A Napoli a visszavágót 3–1-re elvesztette, így az Európa-ligában folytathatták. Az olasz bajnokságban a Genoa ellen debütált, ahol a nápolyiak 2–1-re győztek. Koulibaly végigjátszotta a találkozót. Szeptember 24-én megszerezte első gólját a Napoli színeiben a Palermo elleni 3–3-s döntetlen során. December 1-én a Sampdoria elleni 1–1-s döntetlen alkalmával kiállították.
A Juventus elleni szuperkupa-mérkőzésen ő lőtte a győztes büntetőt a tizenegyespárbaj során, ezzel bebiztosítva a győzelmet. Az idény végéhez közeledve Koulibaly egyre inkább kikerült a kezdő tizenegyből, hiszen Rafael Benítez inkább Raúl Albiolt és Miguel Britost választotta középső védő poszton. Első szezonjában 39 mérkőzésen lépett pályára, egy gólt szerzett.

##### 2015–2016-os szezon
Az idény kezdete előtt szóba hozták a Premier League-ben szereplő Southampton csapatával, de végül Nápolyban maradt.
2016. február 3-án, egy Lazio elleni mérkőzésen rasszista bántalmazás érte az ellenfél szurkolói részéről, emiatt Massimiliano Irrati, a mérkőzés játékvezetője a 68. percben ideiglenesen félbeszakította a találkozót. Koulibaly később úgy nyilatkozott, hogy ez volt az első alkalom, hogy rasszizmust tapasztalt a labdarúgásban. A találkozó után a Lazio 50000 eurós büntetést kapott, valamint a következő két mérkőzést zárt kapuk mögött kellett lejátszania a fővárosi csapatnak.
42 meccsen lépett pályára ebben az idényben, gólt nem szerzett.

##### 2016–2017-es szezon
A 2016–2017-es szezonban rendszeres kezdője lett a Napolinak Maurizio Sarri mellett, ez is hozzájárult ahhoz, hogy a nápolyiak jól kezdtek, hiszen hat mérkőzésből négyet megnyertek. 2016. szeptember 19-én további öt évre kötelezte el magát a klubhoz. Október 15-én meglőtte első gólját az idényben az AS Roma elleni vereség során. December 11-én a Cagliari elleni 5–0-s győzelem során térdsérülést szenvedett, aminek következtében egy hónapot kénytelen volt kihagyni. Két hónap után tért vissza, kezdőként a teljes meccset végigjátszotta a Genoa elleni 2–0-s győzelem során. Az idény végére a Napoli kezdő középhátvédje lett. A Fiorentina ellen 4–1-re megnyert találkozón megszerezte második gólját az idényben. Összességében 39 mérkőzésen lépett pályára, melyeken két gólt szerzett.

##### 2017–2018-as szezon
Az idény kezdetén jelentős szerepet játszott abban, hogy a Napoli első nyolc mérkőzését megnyerte a bajnokságban. 2017. szeptember 20-án betalált a Lazio elleni bajnokin. Október 1-én ismét a hálóba talált, ezúttal a Cagliari ellen. 2017. december 16. és 2018. február 26. között tíz meccsen veretlenek maradtak, ebben jelentős szerepe volt a szenegáli hátvédnek. 2017. december 16-án betalált a Torino ellen 3–1-re megnyert találkozón. Január 6-án újabb gólt szerzett a Hellas Verona elleni hazai mérkőzésen. 2018. április 22-én az ő 90. percben szerzett fejesgólja döntötte el a rangadót. A soron következő mérkőzésükön, a Fiorentina ellen kiállították, a Napoli 3–0-ra alulmaradt. A nápolyiak klubrekordot jelentő 91 pontot gyűjtöttek a bajnokságban, de még így is négy ponttal lemaradtak a bajnok Juventustól.
Összesen 45 találkozón kapott lehetőséget, ötször volt eredményes. Ez volt a leggólerősebb szezonja az olaszoknál.

##### 2018–2019-es szezon

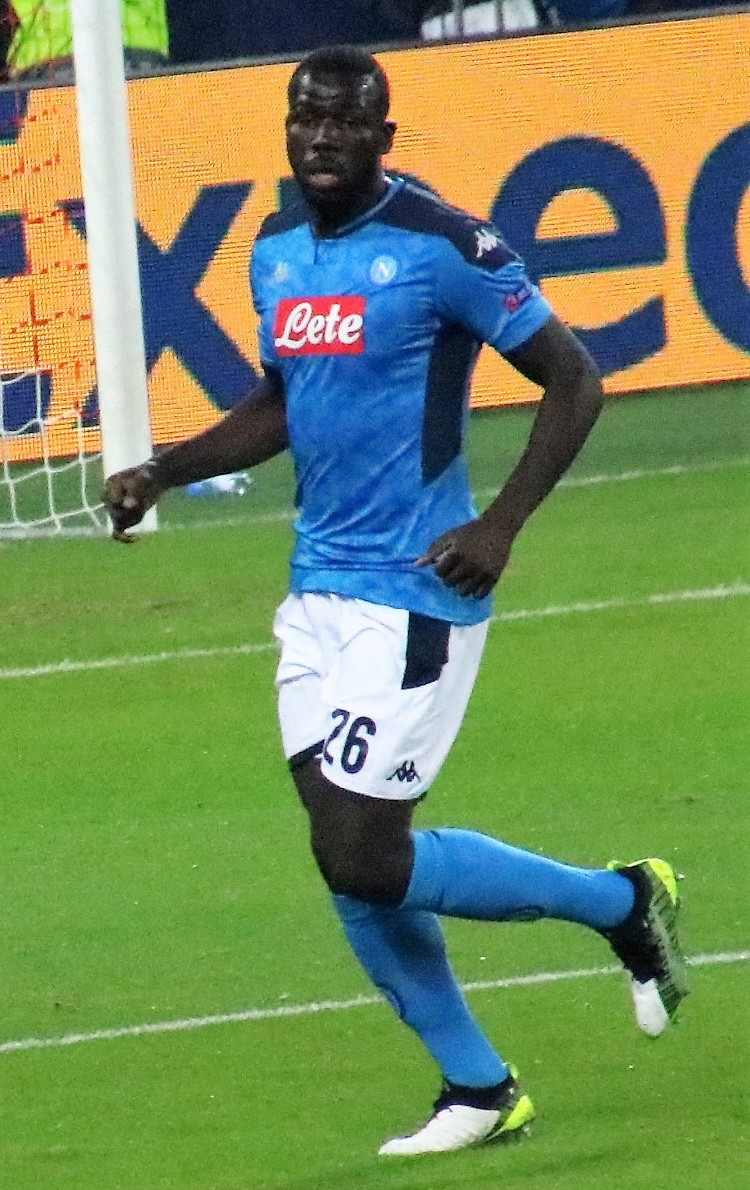
Az FC Salzburg ellen a Bajnokok Ligájában

A szezon elején 2023-ig meghosszabbította a szerződését. Továbbra is a kezdőcsapat tagja volt a Napolinál Carlo Ancelotti alatt, a védő is pozitívan nyilatkozott az olaszról. Nagy szerepe volt abban, hogy a Napoli 13 meccset nyert a bajnokságban, ezért harcban volt a bajnoki címért. 2018. december 16-án életében először csapatkapitányként vezethette ki az olasz csapatot, a Cagliari ellen 1–0-ra nyertek. December 26-án azonban gyors egymásutánban kapott két sárga lapot, emiatt kiállították. Azt a mérkőzést az Internazionale 1–0-ra nyerte a Giuseppe Meazza Stadionban. Ancelotti szerint Koulibalyt az Inter szurkolói a mérkőzés folyamán rasszista megjegyzésekkel illették. Az Intert szankcionálták a rasszizmus miatt, két hazai mérkőzést zárt kapuk mögött játszottak le. Két meccstől való eltiltása után tért vissza a kezdőcsapatba, az olasz kupa nyolcaddöntőjében 2–0-ra verték a Sassuolo csapatát. Nagy szerepet vállalt abban, hogy a klub egymás utáni öt mérkőzésén nem kapott gólt, beleértve a Parma, Sampdoria, valamint az AC Milan elleni találkozókat. 2019. április 12-én Koulibalyt egy másik incidens is érintette, miután állítólag egy Arsenal-szurkoló rasszista megjegyzésekkel illette a védőt a két csapat egymás elleni Európa-liga találkozóján. Két nappal később kétszer is betalált a Chievo ellen. A Napoli ismét a második helyen végzett a bajnokságban, Koulibalyt a Serie A legjobb védőjének választották. Összesen 49 mérkőzésen lépett pályára a szezonban, két gólt szerzett.

##### 2019–2020-as szezon

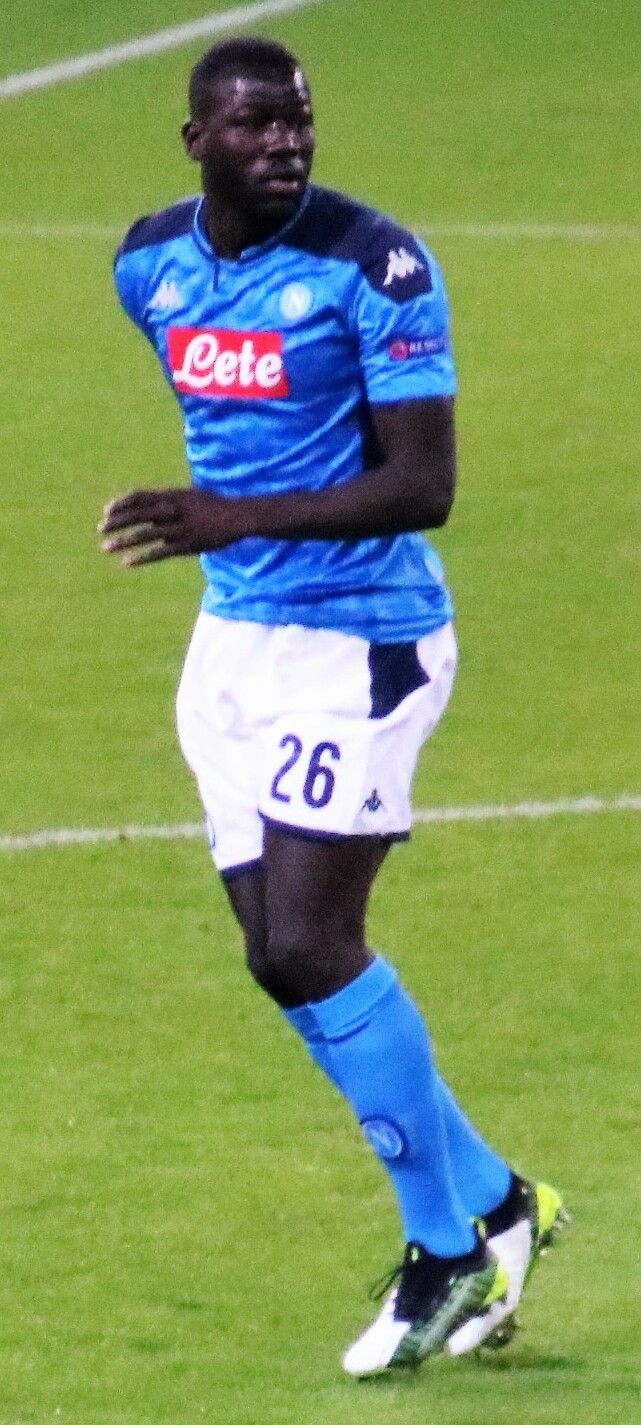
Koulibaly a Napoli színeiben 2019-ben

2019. szeptember 25-én, a bajnokság 5. fordulójában csereként beállva kapott piros lapot a mérkőzés 88. percében, ezért a következő két találkozón nem játszhatott. Azt a meccset a Napoli 1–0-ra elvesztette a Cagliari ellen. A Hellas Verona ellen tért vissza, az egész mérkőzést végigjátszotta, a nápolyiak 2–0-ra nyertek. 2019. december 14-én izomsérülést szenvedett a Parma elleni bajnokin, már az 5. percben le kellett cserélni. A Napoli azt a meccset 2–1-re elvesztette. Sérülése miatt öt bajnokit kihagyni kényszerült, 2020. február 9-én térhetett vissza, kezdőként kapott lehetőséget a Lecce ellen. Június 17-én kezdett az olasz kupa döntőjében, ahol a Napoli tizenegyesekkel múlta felül a Juventust. A Bajnokok Ligájában a nyolcaddöntőig jutottak, a Barcelona állította meg őket. Az olasz bajnokságban a tabella 7. helyén végzett csapatával, megnyerte az olasz kupát.

##### 2020–2021-es szezon
Első meccsét az olasz bajnokságban a Parma ellen játszotta 2020. szeptember 20-án. December 20-án a Lazio ellen a 30. percben sárga lapot kapott, a mérkőzést 2–0-ra elvesztették idegenben. Izomsérülése miatt a következő három meccset kihagyni kényszerült. 2022 januárjában elkapta a koronavírust, ami miatt a Genoa, valamint a Juventus elleni mérkőzést ki kellett hagynia. Január 20-án 2–0 arányban kaptak ki a Juventustól a szuperkupa döntőjében. A kupában az elődöntőig jutottak, az Atalanta búcsúztatta őket 3–1-es összesítéssel. A szezon utolsó négy bajnokiját lábsérülése miatt hagyta ki. A bajnokságban az 5. helyen végzett az olasz csapattal.

##### 2021–2022-es szezon
Szeptember 9-én első gólját szerezte a szezonban a Juventus elleni rangadón, majd az azt követő bajnokin is a hálóba talált. Ebben a hónapban a Serie A hónap csapatának tagja lett. 2021. október 31-én a Salernitana ellen a 77. percben kiállították, emiatt a soron következő, Hellas Verona elleni meccsen nem léphetett pályára. Az Inter ellen térhetett vissza a pályára, ahol előbb kapott egy sárga lapot, majd gólpasszt adott Dries Mertensnek. Sorozatban nyolc bajnokit hagyott ki 2021. december 4. és 2022. február 6. között. Április 30-án gólt szerzett a Sassuolo ellen 6–1-re megnyert mérkőzésen. A bajnokság utolsó fordulójában gólpasszt adott. A bajnokságban harmadik helyen végzett a csapatával, a kupában a nyolcaddöntőig jutott.

#### Chelsea

##### 2022–2023-as szezon
2022. július 16-án a Premier League-ben szereplő Chelsea igazolta le 38 millió euró körüli összegért. 2022l augusztus 6-án mutatkozott be a csapatba, az Everton elleni 1–0-s siker alkalmával. A Stamford Bridge-en való bemutatkozása során szerezte meg első gólját a Chelsea színeiben, a Tottenham elleni döntetlen alkalmával.

#### El-Hilál
2023. június 25-én az el-Hilál szerződtette.

## A válogatottban
Franciaországban született, emiatt a francia válogatottat is választhatta volna nemzetközi szinten. 2011-ben tagja volt a franciák U20-as csapatának, szerepelt az utánpótlás világbajnokságon Kolumbiában. Később azonban Szenegált választotta, annak ellenére, hogy Didier Deschamps hívta a franciák keretébe. 2015. szeptember 5-én mutatkozott be a szenegáliaknál, egy Namíbia elleni mérkőzésen.

### 2017-es afrikai nemzetek kupája
2017-ben Aliou Cissé, a szenegáli válogatott szövetségi kapitánya behívta a szenegáliak azon keretébe, amely utazhatott a 2017-es afrikai nemzetek kupájára. Első mérkőzésükön 2–0-ra verték Tunéziát, majd négy nappal később, január 19-én Zimbabwe válogatottját. Az utolsó csoportmeccsükön 2–2-s döntetlent értek el Algéria ellen, ezzel a csoport első helyén végeztek hét ponttal. A negyeddöntőkben Kamerun ellen büntetőpárbaj után maradtak alul, Koulibaly belőtte a maga tizenegyesét.

### 2018-as világbajnokság
2018 májusában bekerült a szenegáliak azon 23 fős keretébe, amely készülhetett a 2018-as világbajnokságra. Jól kezdtek, hiszen 2–1-re felülmúlták a lengyeleket. Következő csoportmérkőzésükön 2–2-s döntetlent értek el Japán ellen. Utolsó mérkőzésükön 1–0-ra kikaptak Kolumbia ellen, ezzel az első olyan csapat lett a világbajnokságok történelmében Szenegál, amely a sárga lapok száma miatt esett ki a tornáról. Koulibaly mindhárom meccset végigjátszotta.

### 2019-es afrikai nemzetek kupája
2019-ben behívták a szenegáliak azon 23 fős keretébe, amely utazhatott a Egyiptomba. Az első csoportmérkőzésen 2–0-ra verték Tanzániát, azonban a következő meccsen 1–0 arányban kikaptak Algériától. Kenya ellen 3–0-ra győztek, ezzel a csoport második helyén jutottak az egyenes kieséses szakaszba. A nyolcaddöntoben az ugandaiak ellen 1–0 arányban nyertek. A negyeddöntők során Beninnel találkoztak, 1–0-ra nyerték azt a mérkőzést. Az elődöntőkben Tunézia ellen hosszabbítás után győztek. A döntőben nem lépett pályára, Algéria ellen 1–0 arányban maradtak alul.

### 2021-es afrikai nemzetek kupája
2021 decemberében Cissé behívta a szenegáliak erre a tornára készülő keretébe. Ezalatt csapatkapitányként vezethette a válogatottat. Az első meccsen Zimbabwe ellen egy büntetővel nyertek 1–0-ra. A következő két csoportmérkőzésükön kettő döntetlent értek el. A nyolcaddöntőben 2–0 arányban verték a Zöld-foki Köztársaságot. A negyeddöntő során 3–1-re győztek Egyenlítői-Guinea ellen. Burkina Faso ellen szintén 3–1 arányban nyertek az elődöntők alkalmával. A döntőben tizenegyespárbaj után verték Egyiptomot, ezzel Szenegál történetének első afrikai nemzetek kupája győzelmét szerezték. Koulibaly a maga büntetőjét értékesítette.

### 2022-es világbajnokság
Koulibalyt nevezték a világbajnokságra készülő keretbe. Nem indult jól számukra a torna, hiszen 2–0 arányban kikaptak Hollandiától. A következő meccsen 3–1-re megverték Katar válogatottját. Az utolsó csoportmérkőzéstől függött a sorsuk. Az Ecuador elleni meccsen meglőtte első gólját Szenegál színeiben, ez a találat továbbjutást ért számukra. A nyolcaddöntőben 3–0-ra kikaptak Angliától, ezzel véget ért számukra a világbajnokság.

## Játékstílusa
Nagy termetű, agresszív, gyors, fizikailag erős, ugyanakkor elegáns játékos, akit légi párbajainak megnyeréséről, pozicionálásáról, szereléseiről, technikájáról, valamint passzkészségéről ismernek. Szakértők is sokat dicsérték közbelépései miatt, azonban kritikát is megfogalmaztak róla, mivel szerintük túl sokat szabálytalankodik. Sokoldalúságának köszönhetően nemcsak középhátvédként állja meg a helyét, a jobb- és balszélen egyaránt bevethető. A Napolinál eltöltött ideje alatt, mivel képes volt kijátszani a labdát hátulról, a játékos középhátvédként játszott Maurizio Sarri támadó, labdabirtokláson alapuló rendszerében.

## Magánélete
Felesége Charline Oudenot, akivel 2014-ben házasodtak össze. Két gyermekük született, Seni (2016. január 16.), és Nessi (2019. augusztus 29.).
Nagy termete miatt kapta a K2 becenevet, amit a Föld második legmagasabb hegycsúcsáról, a K2-ről kapott.
2015 áprilisában Saint-Dié-des-Vosges díszpolgára lett. 2019 májusában Nápoly díszpolgárává nevezték ki. Nagyon népszerű Nápolyban, egy ott élő vállalkozó pizzát nevezett el róla, maga Koulibaly is beszélt a város iránti rajongásáról.
Muszlim vallású, a neve a Koránból származik. A francia mellett olaszul és angolul is folyékonyan beszél.
A Napolinál eltöltött ideje alatt többször is beszélt a rasszizmusról. 2019 októberében Koulibaly felszólította az Olasz labdarúgó-szövetséget, hogy lépjenek fel ez ellen azáltal, hogy az elkövetőket örökre kitiltsák a stadionból. 2019 januárjában erősen bírálta a szövetséget, amiért nem tettek semmit az ügy érdekében.
Számos alkalommal segített a szegények helyzetén Nápolyban, valamint szülőhazájában is. 2021 júniusában szenegáli nyaralása közben működött együtt helyi szervezetekkel, velük segített az ott élő hátrányos helyzetű gyerekeken. Az üdülés közben a helyi kórházaknak vásárolt két mentőautót, valamint sebészeti maszkokat.

## Statisztika

### Klubcsapatokban
Utolsó elszámolt mérkőzés dátuma 2023. január 1.
| Klub             | Szezon           | Bajnokság              | Bajnokság | Bajnokság | Kupa  | Kupa  | Ligakupa | Ligakupa | Egyéb | Egyéb | Összesen | Összesen |
| Klub             | Szezon           | Bajnokság              | Mérk.     | Gólok     | Mérk. | Gólok | Mérk.    | Gólok    | Mérk. | Gólok | Mérk.    | Gólok    |
| ---------------- | ---------------- | ---------------------- | --------- | --------- | ----- | ----- | -------- | -------- | ----- | ----- | -------- | -------- |
| Metz II          | 2009–10          | Championnat National 3 | 16        | 0         | —     | —     | —        | —        | —     | —     | 16       | 0        |
| Metz II          | 2010–11          | Championnat National 2 | 15        | 2         | —     | —     | —        | —        | —     | —     | 15       | 2        |
| Összesen         | Összesen         | Összesen               | 31        | 2         | —     | —     | —        | —        | —     | —     | 31       | 2        |
| Metz             | 2010–11          | Ligue 2                | 19        | 1         | 1     | 0     | 0        | 0        | —     | —     | 20       | 1        |
| Metz             | 2011–12          | Ligue 2                | 22        | 0         | 2     | 0     | 0        | 0        | —     | —     | 24       | 0        |
| Összesen         | Összesen         | Összesen               | 41        | 1         | 3     | 0     | 0        | 0        | —     | —     | 44       | 1        |
| KRC Genk         | 2012–13          | Belgian Pro League     | 31        | 1         | 6     | 0     | —        | —        | 9     | 0     | 46       | 1        |
| KRC Genk         | 2013–14          | Belgian Pro League     | 33        | 2         | 3     | 0     | —        | —        | 10    | 0     | 46       | 2        |
| Összesen         | Összesen         | Összesen               | 64        | 3         | 9     | 0     | —        | —        | 19    | 0     | 92       | 3        |
| Napoli           | 2014–15          | Serie A                | 27        | 1         | 2     | 0     | —        | —        | 10    | 0     | 39       | 1        |
| Napoli           | 2015–16          | Serie A                | 33        | 0         | 2     | 0     | —        | —        | 7     | 0     | 42       | 0        |
| Napoli           | 2016–17          | Serie A                | 28        | 2         | 2     | 0     | —        | —        | 8     | 0     | 38       | 2        |
| Napoli           | 2017–18          | Serie A                | 32        | 5         | 2     | 0     | —        | —        | 8     | 0     | 42       | 5        |
| Napoli           | 2018–19          | Serie A                | 35        | 2         | 2     | 0     | —        | —        | 11    | 0     | 48       | 2        |
| Napoli           | 2019–20          | Serie A                | 25        | 0         | 2     | 0     | —        | —        | 7     | 0     | 34       | 0        |
| Napoli           | 2020–21          | Serie A                | 26        | 0         | 3     | 1     | —        | —        | 7     | 0     | 37       | 1        |
| Napoli           | 2021–22          | Serie A                | 27        | 3         | —     | —     | —        | —        | 7     | 0     | 34       | 3        |
| Összesen         | Összesen         | Összesen               | 236       | 13        | 15    | 1     | —        | —        | 64    | 0     | 317      | 14       |
| Chelsea          | 2022–23          | Premier League         | 11        | 1         | —     | —     | 1        | 0        | 4     | 0     | 15       | 1        |
| Karrier összesen | Karrier összesen | Karrier összesen       | 387       | 20        | 29    | 1     | 1        | 0        | 86    | 0     | 501      | 21       |

### A válogatottban
Legutóbb elszámolt mérkőzés dátuma 2023. június 20.
| Szenegál | Szenegál | Szenegál |
| Év       | Mérk.    | Gólok    |
| -------- | -------- | -------- |
| 2015     | 5        | 0        |
| 2016     | 7        | 0        |
| 2017     | 10       | 0        |
| 2018     | 9        | 0        |
| 2019     | 11       | 0        |
| 2020     | 2        | 0        |
| 2021     | 9        | 0        |
| 2022     | 15       | 1        |
| 2023     | 3        | 0        |
| Összesen | 71       | 1        |

#### Mérkőzései a válogatottban
megjegyzés: Az eredmények a szenegáli válogatott szemszögéből értendők.
Forrás:
| #   | Dátum                | Ellenfél                | Eredmény | Kiírás                                      | Esemény |
| --- | -------------------- | ----------------------- | -------- | ------------------------------------------- | ------- |
| 1.  | 2015. szeptember 5.  | Namíbia                 | 2 — 0    | 2015-ös afrikai nemzetek kupája (selejtező) | —       |
| 2.  | 2015. szeptember 8.  | Dél-afrikai Köztársaság | 0 — 1    | Barátságos mérkőzés                         | 64' 83' |
| 3.  | 2015. október 13.    | Algéria                 | 0 — 1    | Barátságos mérkőzés                         | —       |
| 4.  | 2015. november 13.   | Madagaszkár             | 2 — 2    | 2018-as világbajnokság (selejtező)          | —       |
| 5.  | 2015. november 17.   | Madagaszkár             | 3 — 0    | 2018-as világbajnokság (selejtező)          | —       |
| 6.  | 2016. március 26.    | Niger                   | 2 — 0    | 2017-es afrikai nemzetek kupája (selejtező) | —       |
| 7.  | 2016. március 29.    | Niger                   | 2 — 1    | 2017-es afrikai nemzetek kupája (selejtező) | —       |
| 8.  | 2016. május 28.      | Ruanda                  | 2 — 0    | Barátságos mérkőzés                         | 63'     |
| 9.  | 2016. június 4.      | Burundi                 | 2 — 0    | 2017-es afrikai nemzetek kupája (selejtező) | —       |
| 10. | 2016. szeptember 3.  | Namíbia                 | 2 — 0    | 2017-es afrikai nemzetek kupája (selejtező) | —       |
| 11. | 2016. október 8.     | Zöld-foki Köztársaság   | 2 — 0    | 2018-as világbajnokság (selejtező)          | —       |
| 12. | 2016. november 12.   | Dél-afrikai Köztársaság | 1 — 2    | 2018-as világbajnokság (selejtező)          | —       |
| 13. | 2017. január 11.     | Kongó                   | 2 — 0    | Barátságos mérkőzés                         | 77'     |
| 14. | 2017. január 15.     | Tunézia                 | 2 — 0    | 2017-es afrikai nemzetek kupája             | 41'     |
| 15. | 2017. január 19.     | Zimbabwe                | 2 — 0    | 2017-es afrikai nemzetek kupája             | —       |
| 16. | 2017. január 28.     | Kamerun                 | 0 — 0    | 2017-es afrikai nemzetek kupája             | —       |
| 17. | 2017. március 23.    | Nigéria                 | 1 — 1    | Barátságos mérkőzés                         | —       |
| 18. | 2017. június 5.      | Uganda                  | 0 — 0    | Barátságos mérkőzés                         | —       |
| 19. | 2017. június 10.     | Egyenlítői-Guinea       | 3 — 0    | 2019-es afrikai nemzetek kupája (selejtező) | —       |
| 20. | 2017. szeptember 2.  | Burkina Faso            | 0 — 0    | 2018-as világbajnokság (selejtező)          | —       |
| 21. | 2017. október 7.     | Zöld-foki Köztársaság   | 2 — 0    | 2018-as világbajnokság (selejtező)          | —       |
| 22. | 2017. november 10.   | Dél-afrikai Köztársaság | 2 — 0    | 2018-as világbajnokság (selejtező)          | —       |
| 23. | 2018. március 27.    | Bosznia-Hercegovina     | 0 — 0    | Barátságos mérkőzés                         | —       |
| 24. | 2018. május 31.      | Luxemburg               | 0 — 0    | Barátságos mérkőzés                         | 46'     |
| 25. | 2018. június 8.      | Horvátország            | 1 — 2    | Barátságos mérkőzés                         | 35' 82' |
| 26. | 2018. június 11.     | Dél-Korea               | 2 — 0    | Barátságos mérkőzés                         | —       |
| 27. | 2018. június 19.     | Lengyelország           | 2 — 1    | 2018-as világbajnokság                      | —       |
| 28. | 2018. június 24.     | Japán                   | 2 — 2    | 2018-as világbajnokság                      | —       |
| 29. | 2018. június 28.     | Kolumbia                | 0 — 1    | 2018-as világbajnokság                      | —       |
| 30. | 2018. szeptember 9.  | Madagaszkár             | 2 — 2    | 2019-es afrikai nemzetek kupája (selejtező) | 67' 73' |
| 31. | 2018. november 17.   | Egyenlítői-Guinea       | 1 — 0    | 2019-es afrikai nemzetek kupája (selejtező) | —       |
| 32. | 2019. március 23.    | Madagaszkár             | 2 — 0    | 2019-es afrikai nemzetek kupája (selejtező) | —       |
| 33. | 2019. június 16.     | Nigéria                 | 1 — 0    | Barátságos mérkőzés                         | —       |
| 34. | 2019. június 23.     | Tanzánia                | 2 — 0    | 2019-es afrikai nemzetek kupája             | —       |
| 35. | 2019. június 27.     | Algéria                 | 0 — 1    | 2019-es afrikai nemzetek kupája             | —       |
| 36. | 2019. július 1.      | Kenya                   | 3 — 0    | 2019-es afrikai nemzetek kupája             | —       |
| 37. | 2019. július 5.      | Uganda                  | 1 — 0    | 2019-es afrikai nemzetek kupája             | 70'     |
| 38. | 2019. július 10.     | Benin                   | 1 — 0    | 2019-es afrikai nemzetek kupája             | —       |
| 39. | 2019. július 14.     | Tunézia                 | 1 — 0    | 2019-es afrikai nemzetek kupája             | 73'     |
| 40. | 2019. október 10.    | Brazília                | 1 — 1    | Barátságos mérkőzés                         | 67'     |
| 41. | 2019. november 13.   | Kongó                   | 2 — 0    | 2021-es afrikai nemzetek kupája (selejtező) | —       |
| 42. | 2019. november 17.   | Szváziföld              | 4 — 1    | 2021-es afrikai nemzetek kupája (selejtező) | —       |
| 43. | 2020. november 11.   | Bissau-Guinea           | 2 — 0    | 2021-es afrikai nemzetek kupája (selejtező) | 80'     |
| 44. | 2020. november 15.   | Bissau-Guinea           | 1 — 0    | 2021-es afrikai nemzetek kupája (selejtező) | 43'     |
| 45. | 2021. március 30.    | Szváziföld              | 1 — 1    | 2021-es afrikai nemzetek kupája (selejtező) | —       |
| 46. | 2021. június 5.      | Zambia                  | 3 — 1    | Barátságos mérkőzés                         | 53'     |
| 47. | 2021. június 8.      | Zöld-foki Köztársaság   | 2 — 0    | Barátságos mérkőzés                         | 82'     |
| 48. | 2021. szeptember 1.  | Togo                    | 2 — 0    | 2022-es világbajnokság (selejtező)          | —       |
| 49. | 2021. szeptember 7.  | Kongó                   | 3 — 1    | 2022-es világbajnokság (selejtező)          | —       |
| 50. | 2021. október 9.     | Namíbia                 | 4 — 1    | 2022-es világbajnokság (selejtező)          | —       |
| 51. | 2021. október 12.    | Namíbia                 | 3 — 1    | 2022-es világbajnokság (selejtező)          | —       |
| 52. | 2021. november 11.   | Togo                    | 1 — 1    | 2022-es világbajnokság (selejtező)          | —       |
| 53. | 2021. november 14.   | Kongó                   | 2 — 0    | 2022-es világbajnokság (selejtező)          | —       |
| 54. | 2022. január 18.     | Malawi                  | 0 — 0    | 2021-es afrikai nemzetek kupája             | —       |
| 55. | 2022. január 25.     | Zöld-foki Köztársaság   | 2 — 0    | 2021-es afrikai nemzetek kupája             | —       |
| 56. | 2022. január 30.     | Egyenlítői-Guinea       | 3 — 1    | 2021-es afrikai nemzetek kupája             | —       |
| 57. | 2022. február 2.     | Burkina Faso            | 3 — 1    | 2021-es afrikai nemzetek kupája             | —       |
| 58. | 2022. február 6.     | Egyiptom                | 0 — 0    | 2021-es afrikai nemzetek kupája             | 44'     |
| 59. | 2022. március 25.    | Egyiptom                | 0 — 1    | 2022-es világbajnokság (selejtező)          | —       |
| 60. | 2022. március 29.    | Egyiptom                | 1 — 0    | 2022-es világbajnokság (selejtező)          | —       |
| 61. | 2022. június 4.      | Benin                   | 3 — 1    | 2023-as afrikai nemzetek kupája (selejtező) | —       |
| 62. | 2022. június 7.      | Ruanda                  | 1 — 0    | 2023-as afrikai nemzetek kupája (selejtező) | —       |
| 63. | 2022. szeptember 24. | Bolívia                 | 2 — 0    | Barátságos mérkőzés                         | —       |
| 64. | 2022. szeptember 27. | Irán                    | 1 — 1    | Barátságos mérkőzés                         | —       |
| 65. | 2022. november 21.   | Hollandia               | 0 — 2    | 2022-es világbajnokság                      | —       |
| 66. | 2022. november 25.   | Katar                   | 3 — 1    | 2022-es világbajnokság                      | —       |
| 67. | 2022. november 29.   | Ecuador                 | 2 — 1    | 2022-es világbajnokság                      | 70'     |
| 68. | 2022. december 4.    | Anglia                  | 0 — 3    | 2022-es világbajnokság                      | 76'     |

1. ↑  Tizenegyespárbaj után 4 — 5
2. ↑  Tizenegyespárbaj után 4 — 2
3. ↑  Tizenegyespárbaj után 3 — 1

#### Góljai a válogatottban
| #  | Dátum              | Helyszín                               | Ellenfél | Gól | Eredmény | Verseny                |
| -- | ------------------ | -------------------------------------- | -------- | --- | -------- | ---------------------- |
| 1. | 2022. november 29. | Halífa Nemzetközi Stadion, Doha, Katar | Ecuador  | 2–1 | 2–1      | 2022-es világbajnokság |

## Sikerei, díjai

### Klubcsapatokban
- KRC Genk
  - Belga kupa: 2012–13
- Napoli
  - Olasz kupa: 2019–20
  - Olasz szuperkupa: 2014

### A válogatottban
- Szenegál
  - Afrikai nemzetek kupája: 2021

### Egyéni elismerései
- CAF év csapatának tagja: 2016,[200] 2018,[201] 2019[202]
- Serie A év csapatának tagja: 2015–16,[203] 2016–17,[204] 2018–19[205]
- Az év szenegáli labdarúgója: 2017,[206] 2018[207]
- Serie A Legjobb védője: 2018–19[208]
- Serie A hónap játékosa: 2021. szeptember[209]
- Afrikai nemzetek kupája: a torna csapatának tagja: 2019[210]
- IFFHS CAF az év férfi csapatának tagja: 2020[211]
- IFFHS CAF az évtized férfi csapatának tagja: 2011–2020[212]